# Randy Jones (bobåkare)
Randy Jones, född den 24 juni 1969 i Winston-Salem, North Carolina, är en amerikansk bobåkare.
Han tog OS-silver i herrarnas fyrmanna i samband med de olympiska bobtävlingarna 2002 i Salt Lake City.